# أيراسكا
أيراسكا هي بلدية في مدينة تورينو الحضرية، في منطقة بيمنتة الإيطالية، وتقع على بعد حوالي 25 كيلومتراً  جنوب غرب تورينو .
تقع Airasca على حدود البلديات التالية: كوميانا وفولفيرا و نون و بيسيناو سكالينج .

## روابط خارجية
- الموقع الرسمي